# Черны, Франтишек
Франтишек Черны (чеш. František Černý, 28 июля 1959, Пльзень, Чехословакия) — бывший чехословацкий хоккеист, нападающий. Серебряный призёр чемпионата мира 1983, бронзовый призёр чемпионата мира 1987.

## Биография
Франтишек Черны известен по выступлениям за клуб «Шкода Пльзень».
С 1981 по 1989 год выступал за сборную Чехословакии. В составе сборной становился серебряным призёром чемпионата мира 1983 года и завоевал бронзовую медаль чемпионата мира 1987.
После окончания игровой карьеры стал тренером. С 2001 года работает тренером в родном клубе «Пльзень», в основном с юниорскими командами.

## Достижения
Серебряный призёр чемпионатов мира 1983
 Бронзовый призёр чемпионата мира 1987
 Серебряный призёр молодёжного чемпионата мира 1979
 Бронзовый призёр молодёжного чемпионата мира 1977
 Серебряный призёр чемпионата Европы среди юниоров 1977

## Статистика
- Чемпионат Чехословакии — 511 игр, 212 шайб, 201 передача
- Сборная Чехословакии — 52 игры, 13 шайб[1]
- Вторая финская лига — 108 игр, 130 шайб, 105 передач
- Вторая немецкая лига — 31 игра, 31 шайба, 31 передача
- Всего за карьеру — 702 игры, 386 шайб